# Лунка (Пашкань, Ясси)
Лунка (рум. Lunca) — село у повіті Ясси в Румунії. Адміністративно підпорядковане місту Пашкань.
Село розташоване на відстані 320 км на північ від Бухареста, 66 км на захід від Ясс.

## Населення
За даними перепису населення 2002 року у селі проживали 2560 осіб. Усі жителі села рідною мовою назвали румунську.
Національний склад населення села:
| Національність | Кількість осіб | Відсоток |
| -------------- | -------------- | -------- |
| румуни         | 2554           | 99,8%    |
| цигани         | 6              | 0,2%     |